# Bandeira de Penza
A Bandeira de Penza é um dos símbolos oficiais do Oblast de Penza, uma subdivisão da Federação Russa. Aprovada em 15 de abril de 2022.

## Descrição
Seu desenho consiste em um retângulo na proporção de altura-comprimento de  1:1,6 dividida em duas partes. A maior parte do pavilhão é representada por um campo na cor ouro. No lado esquerdo (do mastro) em toda alargura da bandeira há uma listra verde vertical com, aproximadamente, 1/7 do comprimento total da bandeira. No centro do campo amarelo há uma imagem simbólica da  com altura igual a 2/3 da largura da bandeira na cor dourado escuro.

## Bandeira antiga
Entre 13 de novembro de 2002 e 15 de abril de 2022, a bandeira do oblast de Penza possuía a mesma forma, porém ostentava a imagem do rosto de Imagem de Edessa , também conhecida como "Salvador, feito não pelas mãos", centralizada no campo amarelo. A partir da mudança, esta se tornou o pavilhão do governador.

Antiga bandeira e atual pavilhão do governador do oblast de Penza (2002-2022).

## Simbolismo
- A cor verde simboliza a natureza da região de Penza, suas florestas, bem como a fertilidade, a saúde e a vida eterna.
- A cor amarela simboliza o campo, a sabedoria, o conhecimento, a luz, a rica colheita e o futuro.
- A imagem de Edessa simboliza espiritualidade, vseedinstvo (unidade de todos, um conceito semelhante ao de sobornost e intimamente ligado à sua doutrina da divindade) e o renascimento nacional.